# Four Corners (Montana)
Four Corners – jednostka osadnicza w Stanach Zjednoczonych, w stanie Montana, w hrabstwie Gallatin.